# Anodització

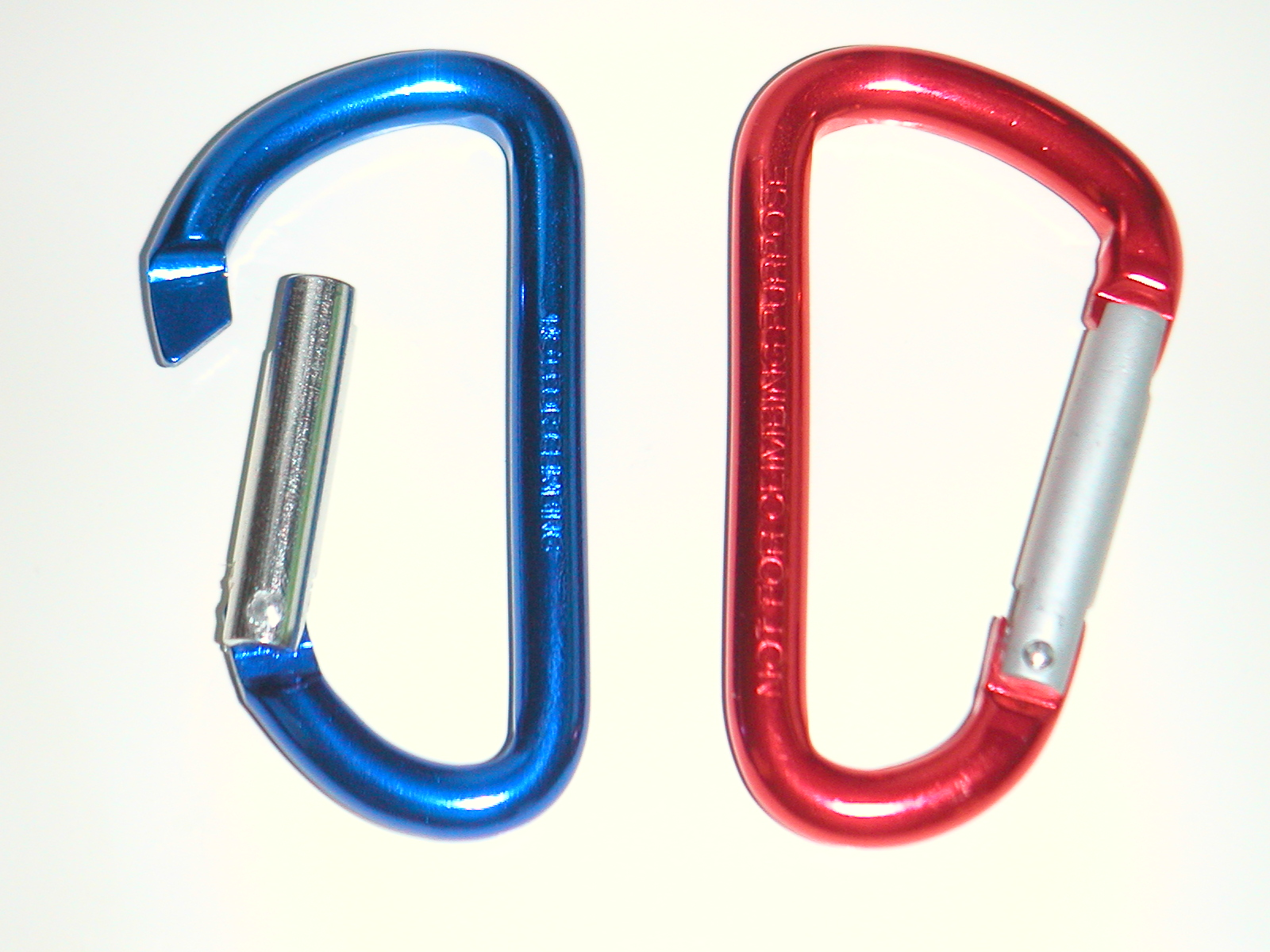
Mosquetons d'alumini anoditzat. L'anodització permet peces de diversos colors.

L'anodització és un tractament superficial de protecció aplicable a peces d'alumini i altres metalls o aliatges consistent en la creació d'una capa d'òxid superficial més gran que la que es formaria naturalment.
L'anodització permet obtenir una capa protectora contra la corrosió i augmenta la duresa superficial. Les peces a anoditzar actuen com a ànodes d'un circuit elèctric en el procés d'anodització.
El metall anoditzable més conegut és l'alumini (i els seus aliatges). Les peces d'alumini exposades a l'aire atmosfèric formen una capa protectora natural d'òxid d'alumini (alúmina). L'anodització permet augmentar considerablement el gruix d'aquesta capa protectora.
A més de l'alumini hi ha altres metalls anodizables: titani, zinc, magnesi, niobi i tàntal.
L'anodització industrial fou emprada per primer cop l'any 1923 per a protegir peces de duralumini destinades a hidroavions. El procés es basava en l'àcid cròmic i es va anomenar procés de Bengough-Stuart. L'any 1927 Gower i O'Brien patentaren un sistema basat en l'àcid sulfúric. Aquell procés basat en l'àcid sulfúric com a electròlit es va popularitzar i encara és un dels més difosos en l'actualitat.